# Colón (moneda de Costa Rica)
El colón costarricense, llamado así en honor al almirante Cristóbal Colón, es la moneda oficial de la República de Costa Rica en América Central. Su símbolo es una letra C atravesada por dos barras inclinadas verticales "₡". Su código ISO 4217 es CRC. Durante la colonia, en Costa Rica circulaba la moneda española y a partir de su independencia en 1821, la moneda usual fue primero el real y después el peso. A partir del 24 de octubre de 1896, en el gobierno de Rafael Iglesias Castro, se promulgó la ley del «Talón de Oro» que establecía como unidad monetaria el colón, acogiendo una tendencia de la época con ocasión de las celebraciones del IV centenario del descubrimiento de América.

## Descripción
La moneda está dividida en 100 partes llamadas céntimos. Las monedas actuales en circulación son de 5, 10, 25, 50, 100 y 500 colones. Las denominaciones (monedas plateadas) de 1, 2, 5, 10 y 20 colones, el Banco Central de Costa Rica hizo un esfuerzo para retirarlas de circulación y ahora estas solo pueden ser encontradas en manos de coleccionistas y ya no tienen valor en el mercado, a excepción de las monedas plateadas de 5 y 10 colones, que aún son utilizadas. Además, existen billetes de 1000, 2000, 5000, 10 000 y 20 000. El billete de 50 000 existió pero fue retirado el 21 de febrero de 2022, ya que era muy poco aceptado en los comercios. Se les dio el premio de los billetes más bonitos del mundo por sus llamativos colores y sus dibujos representando zonas o animales típicos de Costa Rica
Comúnmente, los costarricenses llaman a las monedas de 100 colones: "una teja" (anteriormente se referían así a los billetes de 100), mientras al billete de 1000 colones le llaman: "un rojo" y al de 5000 colones: "un tucán" (Debido a que el billete de 5000 colones anterior, tenía una impresión al reverso que contaba con un resalte ecológico de la imagen de esta ave, familia de la fauna costarricense, acompañada de un jaguar, especie que también ha habitado varias zonas del país). Asimismo, en lugar de decir colones en ocasiones les dicen "pesos" (anteriormente la moneda local), o "cañas". 
Las monedas de 5, 10 y 25 colones no tienen mucho valor económico, sin embargo existen nuevas emisiones en material y aleación más liviano, inclusive su tamaño es menor en comparación con las de la emisión anterior. La moneda de un colón, aunque oficialmente no ha sido retirada, es sumamente rara. Por otra parte, las monedas de 50, 100 y 500 Colones son las mayormente utilizadas.

## Historia

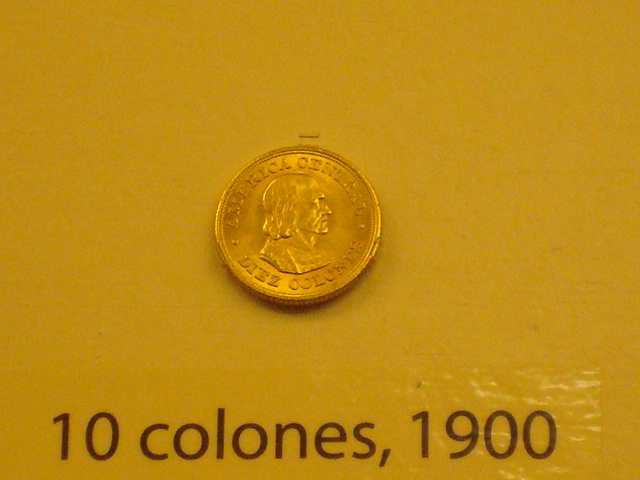
Moneda de 10 colones costarricenses. 1900. Nótese la efigie de Cristóbal Colón. Museo de Numismática del Banco Central de Costa Rica.

En 1839, Braulio Carrillo, entonces jefe de Estado del país, autorizó la emisión de treinta mil pesos en vales de 5 y 10 pesos, para facilitar el pago de los empleados públicos. Durante el período de guerra contra la invasión de los filibusteros estadounidenses, entre 1856 y 1857, el gobierno emitió vales para el pago de los servicios de los soldados costarricenses.
Es a mediados del siglo XIX, durante la época entre 1847 y 1849, gobernaba por aquel entonces el Dr. José María Castro Madriz cuando se realizan los primeros esfuerzos por la creación de un banco. El Dr. Castro en 1851 propuso formalmente fundar el Banco Nacional de Costa Rica, idea que políticamente no tuvo la acogida esperada. 
En el año de 1857 durante la administración del Juan Rafael Mora Porras se retoman esfuerzos y es entonces cuando en ese mismo año el primer banco queda debidamente establecido, constituido al amparo del Contrato Medina-Escalante y denominado Banco Nacional Costarricense, el cual se constituyó con un capital social equivalente de 250,000 Colones (doscientos cincuenta mil colones), documento en el que se estamparon las firmas del empresario argentino Crisanto Medina y el ministro de Hacienda y Guerra de la época, Rafael G. Escalante. Un año después, en 1858, se firma un nuevo Contrato, esta vez el Medina-Cañas, siempre entre el Crisanto Medina y en esa oportunidad, por el entonces Ministro de Hacienda y Guerra, José María Cañas Escamilla, documento que le dio vida a lo que conoció como Banco Nacional de Costa Rica, también conocido como "Banco de Medina". En ese mismo año se autoriza la emisión de billetes de 1, 2, 10 y 20 pesos. La vida de dicha Institución se consideró efímera, ya que vio cerrar sus puertas el 31 de marzo de 1859. 
No obstante lo anterior y a lo largo de la segunda mitad del siglo XIX nacieron otros bancos que emitieron billetes como el Banco Anglo Costarricense en 1863 y el Banco de la Unión en 1877 actualmente conocido como Banco de Costa Rica.
En 1896, bajo la administración de Rafael Iglesias Castro, se estableció el colón como moneda, reemplazando al peso. Durante la Administración del Alfredo González Flores, 1914-1917, tuvo lugar la creación del Banco Internacional de Costa Rica como Banco Emisor del Estado; en esa misma época y durante esa misma Administración, se alcanzó la creación de las Juntas de Crédito Agrícola. En 1936, el Banco Internacional de Costa Rica se reformó y se le cambió su nombre por el de Banco Nacional de Costa Rica, dentro del cual se dio cabida a la constitución del Departamento Emisor.
La Guerra Civil de 1948 y la Constitución Política de 1949 definieron un nuevo modelo de Estado de tipo interventor. Este va a llevar adelante la nacionalización bancaria en la búsqueda del fortalecimiento del crédito para los proyectos de diversificación económica y el desarrollo industrial. En este contexto, y durante la administración de Otilio Ulate Blanco (1949 - 1953), se funda en 1950 el Banco Central de Costa Rica, sobre la base del Departamento Emisor del Banco Nacional, como organismo rector y promotor del desarrollo ordenado de la economía costarricense, de la política monetaria, crediticia y cambiaria y único autorizado para la emisión de moneda. 
A partir de 1951 inició sus emisiones utilizando como base las fórmulas del Banco Nacional, a las cuales se les colocó un resello con la leyenda "Banco Central de Costa Rica" "Serie Provisional". Posteriormente, en 1951, inició sus emisiones con billetes propios.

## El colón costarricense en la actualidad

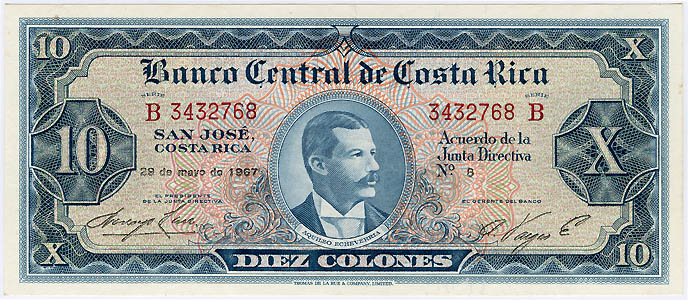
Viejo billete de 10 colones con la efigie del escritor costarricense Aquileo Echeverría.

El 17 de octubre de 2006, el Banco Central de Costa Rica implementó un sistema cambiario de bandas que sustituye al de “minidevaluaciones” e intenta dar más libertad al mercado para fijar el precio en las transacciones de esa divisas.
El Banco Central estableció un tipo de cambio de “intervención” de compra de ₡514,78 y uno de venta de ₡530,22. Estos establecen el mínimo y el máximo dentro de los cuales se realizarán las negociaciones. Si el dólar fluctúa con valores por encima o por debajo de los antes mencionados, el BCCR intervendrá comprándolos o vendiéndolos para estabilizar el mercado.
Según el BCCR, el tipo de cambio de intervención de compra se incrementaría, cada día hábil, en ₡0,06; mientras el de venta lo haría en ₡0,14. Estos valores fueron modificados por la junta directiva del BCCR el lunes 29 de enero de 2007, donde se fijó el tipo de cambio de compra de intervención en ₡519,16, por un período indefinido debido a una alta oferta de dólares en el mercado que estaba obligando al tipo de cambio de intervención mantenerse pegado al límite inferior (piso) de la banda. También se acordó que el tipo de cambio de intervención se incrementará en 11 céntimos (₡0,11) cada día hábil.
Los tipos de intervención serán, de tal manera, los límites entre los cuales debería negociarse las divisas en el mercado cambiario y los intermediarios financieros podrán establecer sus respectivos tipos de compra y de venta con los cuales negociar divisas para sus clientes.
Anteriormente la moneda fue devaluada sistemáticamente, debido a los altos índices de inflación que sufrió el país en su recesión en los años 90. Durante mucho tiempo tuvo el tipo de cambio en relación con el Dólar estadounidense en 1 USD$ = 8.57 CRC. Pero con los cambios económicos que hubo en los años ochenta, se cambió el sistema de cambio al de minidevaluaciones diarias. Dichas minidevaluaciones fluctuaron a 0.13 céntimos diarios.
El 22 de septiembre de 2010 se pone en circulación la nueva denominación de ₡20.000, y en 2012 se lanza también la de ₡50.000. La empresa que fabrica estos billetes es Oberthur Technologies, cuyas instalaciones se ubican en Rennes, Francia. Cada billete hace referencia a uno de los seis ecosistemas que existen en el país y tienen impresos en el anverso a beneméritos de la patria. 
Los billetes son del mismo alto, pero de diferente ancho, con el fin de ayudar a las personas no videntes o con problemas de visión.
En junio de 2020 el BCCR anunció el retiro de circulación del billete de Cincuenta mil colones
La entidad había dejado de emitirlos desde 2018. La entidad informó en un comunicado, que desde 2018 dejó de emitir esta denominación. Algunas razones son la baja inflación, alta bancarización, escasa demanda y riesgo de ser utilizado en actividades ilícitas.

### Monedas
| Denominación | Emisión actual  | Metal                                                 | Forma    | Diámetro | Catálogo Krause | Diseño en el reverso                                                                    | Diseño en el anverso                                                 | Imagen |
| ------------ | --------------- | ----------------------------------------------------- | -------- | -------- | --------------- | --------------------------------------------------------------------------------------- | -------------------------------------------------------------------- | ------ |
| 5 colones    | 1993 (Retirada) | Acero cromado                                         | Circular | 26,0 mm  | KM#214.1        | Escudo nacional y año de emisión                                                        | "5 colones"                                                          |        |
| 5 colones    | 1997 (Retirada) | Bronce al Aluminio                                    | Circular | 21,5 mm  | KM#227          | Escudo nacional y año de emisión                                                        | "5 colones"                                                          |        |
| 5 colones    | 2012            | Aluminio                                              | Circular | 21,5 mm  | KM#227a.1       | Escudo nacional y año de emisión                                                        | "5 colones"                                                          |        |
| 10 colones   | 1992 (Retirada) | Acero cromado                                         | Circular | 28,5 mm  | KM#215.2        | Escudo nacional y año de emisión                                                        | "10 colones"                                                         |        |
| 10 colones   | 1997            | Latón                                                 | Circular | 23,5 mm  | KM#228          | Escudo nacional y año de emisión                                                        | "10 colones"                                                         |        |
| 10 colones   | 2008            | Aluminio                                              | Circular | 23,5 mm  | KM#228a.1       | Escudo nacional y año de emisión                                                        | "10 colones"                                                         |        |
| 10 colones   | 2012            | Aluminio                                              | Circular | 23,5 mm  | KM#228a.1       | Escudo nacional y año de emisión                                                        | "10 colones"                                                         |        |
| 20 colones   | 1994 (Retirada) | Acero cromado                                         | Circular | 31,3 mm  | KM#216          | Escudo nacional y año de emisión                                                        | "20 colones"                                                         |        |
| 25 colones   | 2007            | Bronce al Aluminio                                    | Circular | 25,5 mm  | KM#229          | Escudo nacional y año de emisión                                                        | "25 colones"                                                         |        |
| 50 colones   | 2012            | Bronce al Aluminio                                    | Circular | 27,5 mm  | KM#231          | Escudo nacional y año de emisión                                                        | "50 colones"                                                         |        |
| 100 colones  | 2014            | Latón                                                 | Circular | 29,5 mm  | KM#230          | Escudo nacional y año de emisión                                                        | "100 colones"                                                        |        |
| 500 colones  | 2007            | Bronce al Aluminio                                    | Circular | 33,0 mm  | KM#239          | Escudo nacional y año de emisión                                                        | "500 colones"                                                        |        |
| 500 colones  | 2021            | cobre, zinc y níquel, núcleo plateado y anillo dorado | Circular | 28,0 mm  | sin código      | antorcha encendida,silueta de Costa Rica y un cuadro con la silueta de la isla del coco | "500 colones" y grabado con "500" y "BCCR" según el lado que se mire |        |

### Billetes
| Denominación   | Serie | Efigie                  | Reverso           | Color predominante | Dimensiones | Imagen del anverso | Imagen del reverso |
| -------------- | ----- | ----------------------- | ----------------- | ------------------ | ----------- | ------------------ | ------------------ |
| 1000 colones   | C     | Braulio Carrillo Colina | Bosque seco       | Rojo               | 125 x 67 mm |                    |                    |
| 2000 colones   | B     | Mauro Fernández Acuña   | Arrecife coralino | Azul               | 132 x 67 mm |                    |                    |
| 5000 colones   | C     | Alfredo González Flores | Manglar           | Amarillo           | 139 x 67 mm |                    |                    |
| 10 000 colones | B     | José Figueres Ferrer    | Bosque lluvioso   | Verde              | 146 x 67mm  |                    |                    |
| 20 000 colones | B     | Carmen Lyra             | Páramo            | Naranja            | 153 x 67 mm |                    |                    |

En 2012 entran en circulación nuevas series de los billetes de ₡5000 y ₡10 000 y además también entra en circulación el nuevo billete de ₡50 000. 
El 11 de noviembre de 2020 fueron anunciadas notables modificaciones del diseño de la serie de billetes de 2011 y 2012, conservando los colores originales, las efigies y reversos de fondo de cada uno de los billetes. Los primeros nuevos billetes en circular serán los de  ₡20 000, y serán puestos en circulación el 26 de noviembre del mismo año. Para 2023 ya han entrado en circulación todos los billetes de polímero y únicamente el billete de ₡1000 de la familia anterior circula junto a la actual.
En 2020 el billete de ₡50 000 fue retirado de circulación.

## Familia de billetes fuera de circulación desde 2011/2012
| Denominación   | Serie | Efigie                              | Color predominante | Dimensiones | Imagen del anverso | Imagen del reverso |
| -------------- | ----- | ----------------------------------- | ------------------ | ----------- | ------------------ | ------------------ |
| 1000 colones   | D     | Tomás Soley Güell                   | Rojo               | 156 x 66 mm |                    |                    |
| 2000 colones   | A     | Clodomiro Picado Twight             | Café               | 156 x 66 mm |                    |                    |
| 5000 colones   | C     | Chamán precolombino (figura de oro) | Celeste            | 156 x 66 mm |                    |                    |
| 10 000 colones | A     | Emma Gamboa Alvarado                | Azul               | 156 x 66 mm |                    |                    |